# Araneus arfakianus
Araneus arfakianus là một loài nhện trong họ Araneidae.
Loài này thuộc chi Araneus. Araneus arfakianus được Tord Tamerlan Teodor Thorell miêu tả năm 1881.